# خیابان مولوی
خیابان مولوی (اسماعیل بزاز سابق) خیابانی در مرکز تهران است. این خیابان جزو قدیمی‌ترین خیابان‌های تهران محسوب می‌شود.
این خیابان از خیابان‌های قدیمی تهران است و تاریخچهٔ ساخت آن به دورهٔ ناصرالدین شاه قاجار بازمی‌گردد. مراکز مهمی چون بازار تاریخی مولوی، بازار پارچه‌فروش‌ها یا پرده‌فروش‌ها، کلیسای تادئوس، کوچه باغ ایلچی و محلی با نام کوچه مرغی (که بازار خرید و فروش انواع حیوانات است) می‌توان نام برد.

## تاریخچه
تاریخچه ساخت خیابان مولوی به سال ۱۲۸۴ هجری قمری (۱۲۴۶ شمسی) و طرح توسعه شهر تهران در عهد ناصری برمیگردد. ناصرالدین شاه دستور می‌دهد از مرز جنوبی تهران هزار قدم به سمت جنوب بروند و خندق جدید شهر را در این نقطه (که در محل فعلی خیابان شوش تهران قرار می‌گیرد) حفر کنند؛ و خیابان مولوی را هم در شمال خندق و در محل برج و باروی شاه طهماسبی احداث کنند.
این خیابان که ابتدا اسماعیل بزاز خوانده می‌شد، در زمان رضاشاه پهلوی، به نکوداشت «جلال‌الدین محمد بلخی» شاعر نامدار ایرانی، مولوی نام گرفت. همچنین در زمان رضاشاه میدان محمدیه (اعدام) را در مسیر این خیابان احداث کردند.

## کشف تمدن هفت هزار سالهٔ تهران
در دی ماه ۱۳۹۳ اسکلت یک انسان در منطقه مولوی تهران متعلق به حدود ۷۰۰۰ سال پیش کشف گردید.
اسکلت هفت هزارسالهٔ یک زن که در حفاری فاضلاب در محلهٔ مولوی تهران کشف و به‌وسیلهٔ رایانه تصویرسازی شد، گمانه‌زنی‌ها در مورد تاریخ تهران را دچار تحول کرد.
چندی بعد در فروردین ۱۳۹۴، دومین اسکلت انسان به‌همراه ابزارهای سنگی در نزدیکی همان محل یافت شد.
به گفتهٔ سرپرست گروه باستان‌شناسی پس از این اکتشاف، کشف ابزارآلات سنگی شامل سنگ‌ساب، مشته و تراشه به همراه بقایایی از کف و سازه‌های حرارتی و در کنار آن تدفین انسان دوم، تأئیدی بر وجود محوطه‌ای بزرگ باستانی مدفون در نزدیکی چهارراه مولوی تهران است.

## تقاطع‌ها
| از شرق به غرب               | از شرق به غرب                                                               | از شرق به غرب |
| --------------------------- | --------------------------------------------------------------------------- | ------------- |
| میدان قیام                  | خیابان قیام خیابان ری                                                       |               |
| ایستگاه متروی میدان قیام    |                                                                             |               |
| BRT 2 ایستگاه میدان قیام    |                                                                             |               |
| BRT 2 ایستگاه چهارراه مولوی |                                                                             |               |
| چهارراه مولوی               | خیابان سیروس                                                                |               |
| ایستگاه متروی مولوی         |                                                                             |               |
|                             | خیابان رئیس عبداللهی                                                        |               |
| BRT 2 ایستگاه سعادت         |                                                                             |               |
|                             | خیابان قاسمی                                                                |               |
| ایستگاه متروی میدان محمدیه  |                                                                             |               |
| میدان اعدام                 | خیابان خیام                                                                 |               |
| BRT 2 ایستگاه خیام          |                                                                             |               |
| چهارراه شاپور               | خیابان شاپور                                                                |               |
| BRT 2 ایستگاه شاهپور        |                                                                             |               |
|                             | خیابان تشکری موحد                                                           |               |
| BRT 2 ایستگاه ولیعصر        |                                                                             |               |
| چهارراه گمرک                | خیابان ولیعصر                                                               |               |
| ایستگاه متروی مهدیه         |                                                                             |               |
| BRT 2 ایستگاه میدان رازی    |                                                                             |               |
| میدان رازی                  | خیابان هلال احمر خیابان کارگر جنوبی خیابان جوادیان خیابان ایروانی رباط کریم |               |
| از غرب به شرق               |                                                                             |               |

## دسترسی
این خیابان از طریق ایستگاه مترو مهدیه (تقاطع خیابان مولوی و ولیعصر)، ایستگاه مترو میدان محمدیه (میدان اعدام)، ایستگاه مترو مولوی خط هفت (تقاطع مولوی و چهارراه سیروس) قابل دسترسی است.